# Keiko Kishi
Keiko Kishi (岸 惠子 Kishi Keiko?, nacida el 11 de agosto de 1932 en Yokohama, Japón) es actriz, escritora y embajadora de buena voluntad del FPNU.

## Vida y carrera
Hizo su debut como actriz en 1951 en la película de Noboru Nakamura Home Sweet Home.
En la década de 1950, David Lean la propuso para el papel principal en The Wind Cannot Read, que trata sobre un instructor de idioma japonés en la India alrededor de 1943 que se enamora de un oficial británico, pero esa idea fracasó y Yoko Tani finalmente fue elegida para el papel.
Kishi se casó con el director francés Yves Ciampi en 1957, y pasó un tiempo entre París y Japón para continuar su carrera como actriz. En 1963 nació una hija, Delphine Ciampi, músico y compositora. Se divorció de su marido en 1975. Tiene dos nietos con su hija.
Desde 1996 es embajadora de buena voluntad del Fondo de Población de las Naciones Unidas (FPNU).
En 2002, ganó el Premios de la Academia Japonesa a la mejor actriz por su papel en la película Kah-chan.

## Filmografía (seleccionada)

### Cine
| - Home Sweet Home (1951) - The Idiot (1951) - Hibari no Sākasu Kanashiki Kobato (1952) - The Thick-Walled Room (1953, rel. 1956) - The Garden of Women (1954) - Takekurabe (1955) - Early Spring (1956) - I Will Buy You (1956) - Typhoon Over Nagasaki (1957) - Untamed (1957) - Snow Country (1957) - The Snow Flurry (1959) - Her Brother (1960) - Ten Dark Women (1961) - The Inheritance (1962) - Love Under the Crucifix (1962) - Rififi in Tokyo (1963) | - Kwaidan (1964) - Mastermind (1969) - The Rendezvous (1972) - Tora-san Loves an Artist (1973) - The Yakuza (1974) - The Fossil (1975) - Two in the Amsterdam Rain (1975) - Akuma No Temari-uta (1977) - Queen Bee (1978) - Hunter in the Dark (1979) - Koto (1980) - The Makioka Sisters (1983) - Kah-chan (2001) - The Twilight Samurai (2002) - Grave of the Fireflies (2005) - Snow Prince (2009) |

### Televisión
- Vol 272, Miki
- Taikōki  (1965), Oichi
- The Eldest Boy and His Three Elder Sisters (2003), Satoko Kashiwakura
- Mango no Ki no Shita de (2019), Rinko

## Honores
- Kinuyo Tanaka Award (1990)[3]
- Orden del Sol Naciente, 4.ª clase, Gold Rays with Rosette (2004)